# Талма-Богаз

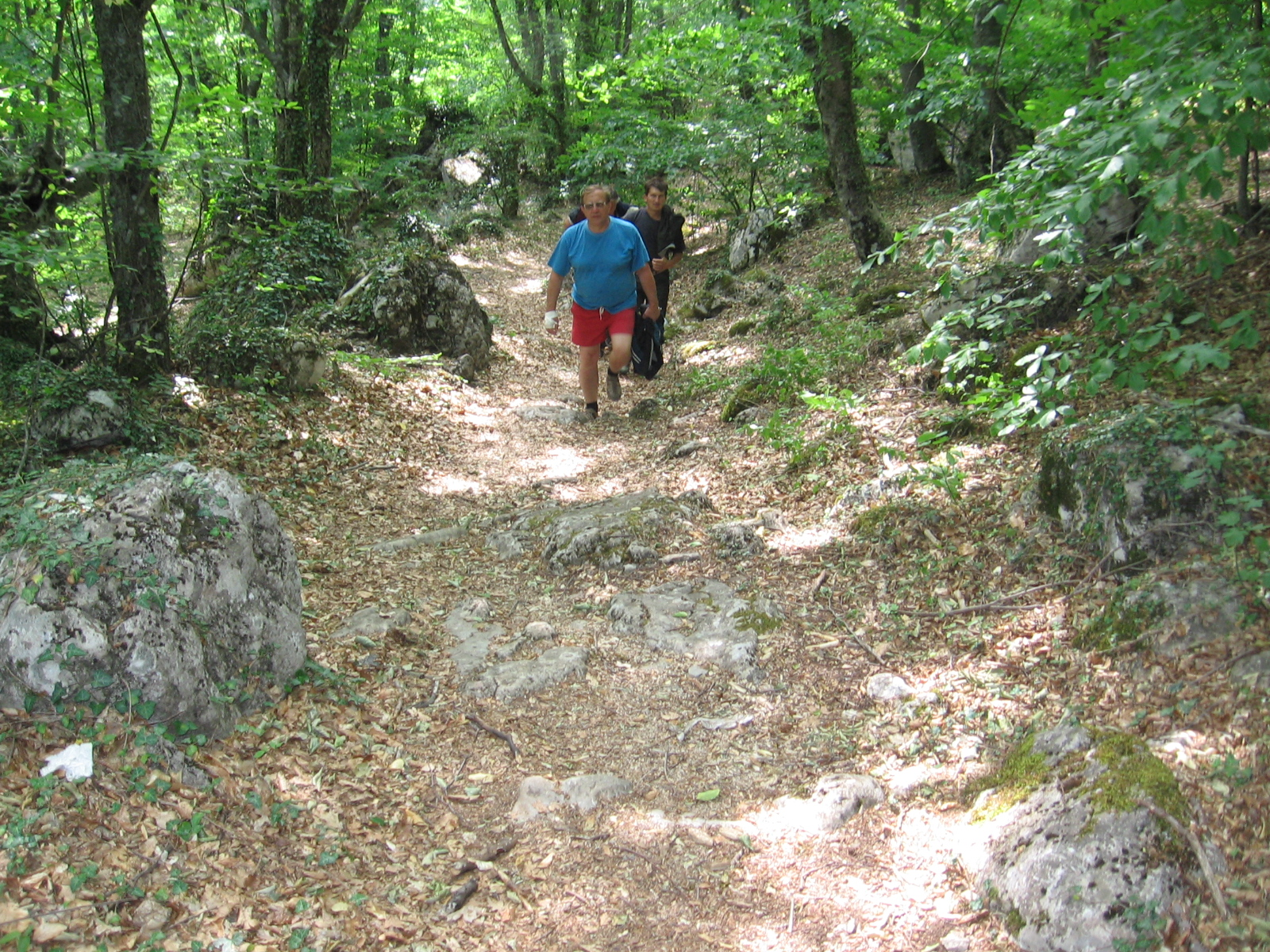
Стежка Талма-Богаз в районі Парагільмену.

Талма-Богаз (крим. Talma Boğaz) — стежка-перевал, яка є одним із найзручніших підйомів на Бабуган-яйлу. Стежку ще називають Ламбат-богаз (крим. перевал з ліхтарем, лампою), очевидно, через близькість села Кучук-Ламбат (нині Малий Маяк).
Стежка Талма-Богаз перетинає лісисте урочище Карши-Даг що на південних схилах гори Куш-Кая.
Приблизно посередині маршруту підйому на Бабуган-яйлу облаштоване джерело Талма або «Ложка».

## Галерея

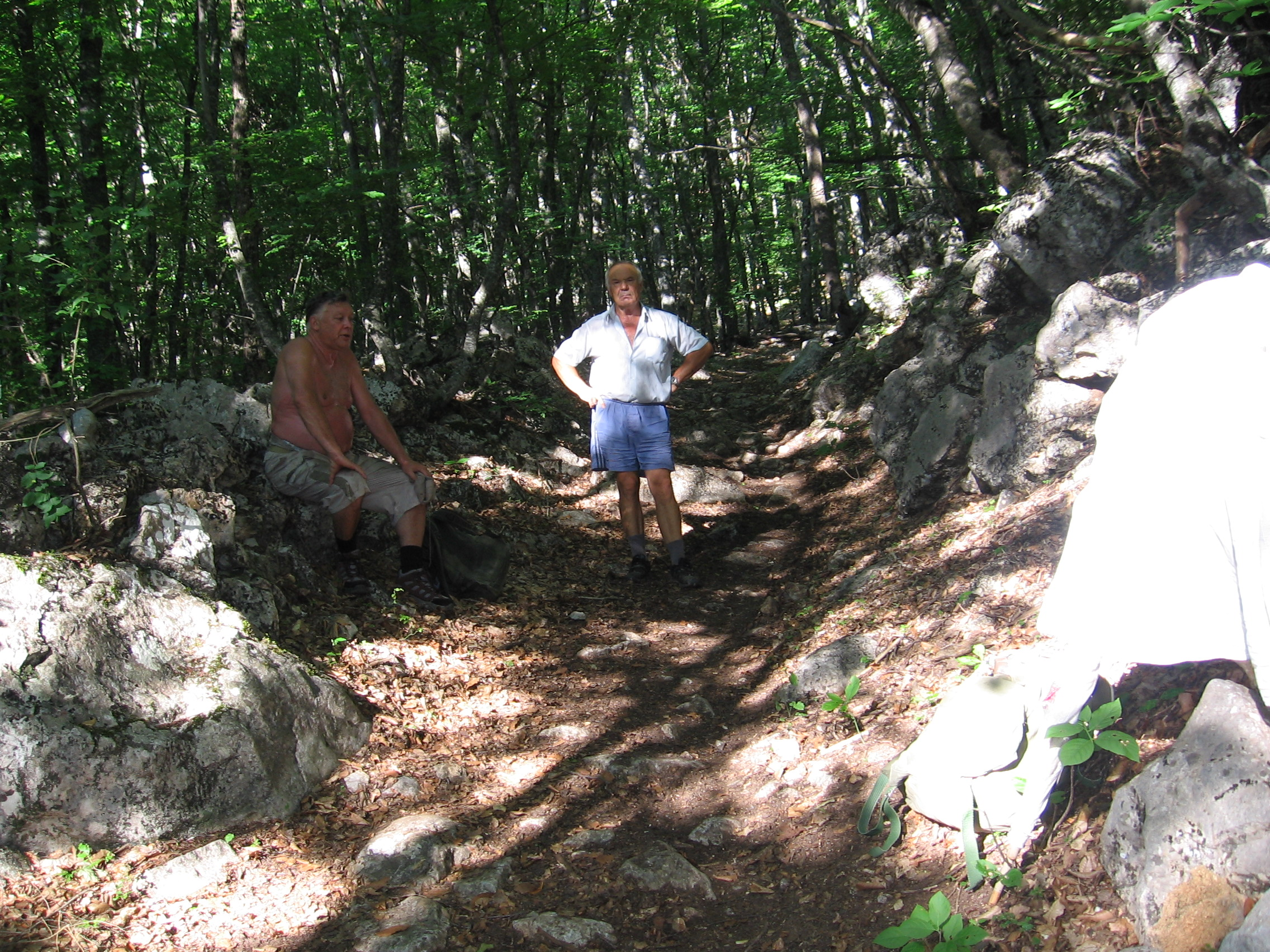
Привал на стежці Талма-Богаз - підйом від Малого Маяка
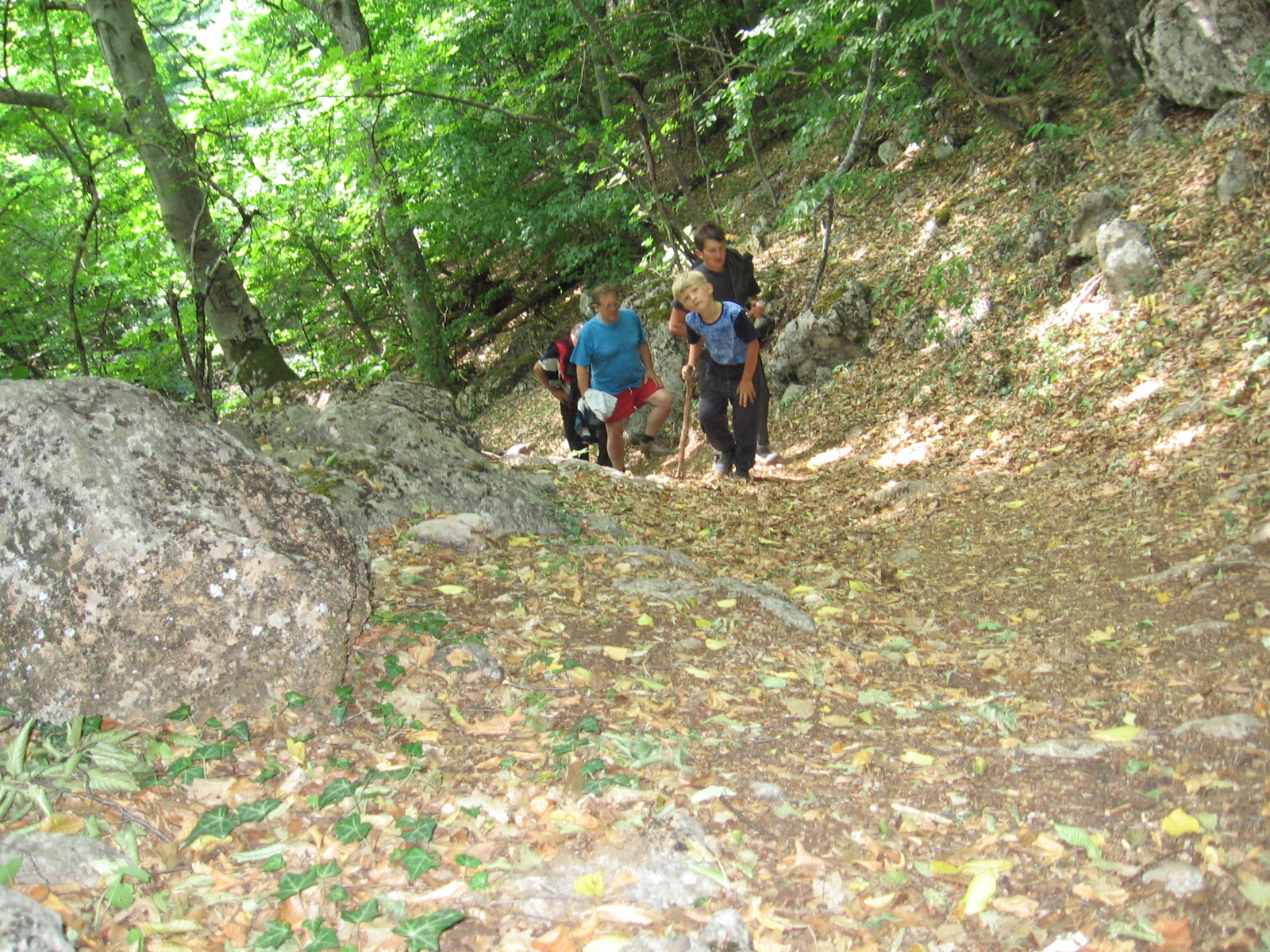
Група туристів на стежці Талма-Богаз, район Парагільмену
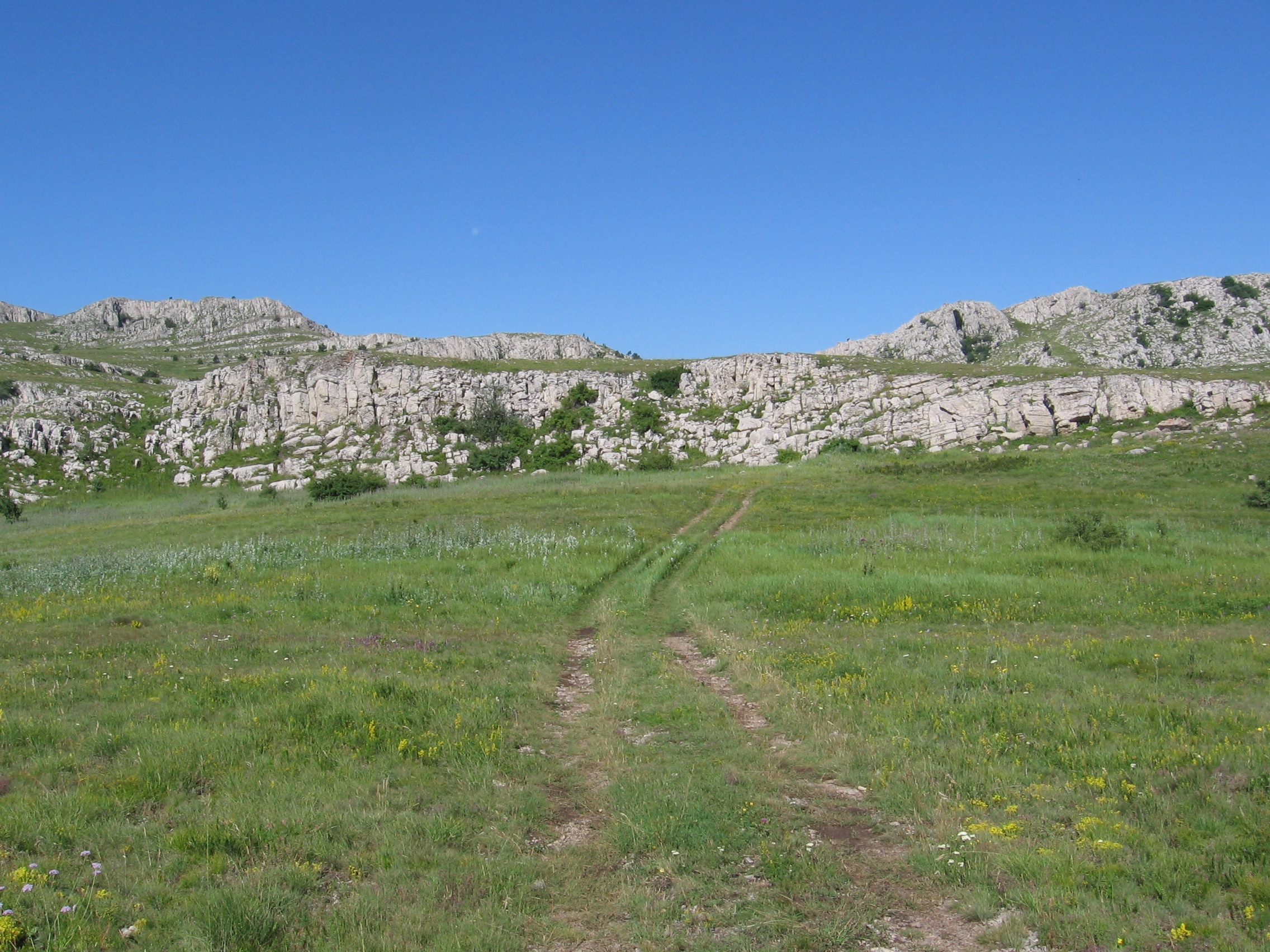
Стежка Талма-Богаз на Бабуган-Яйлі
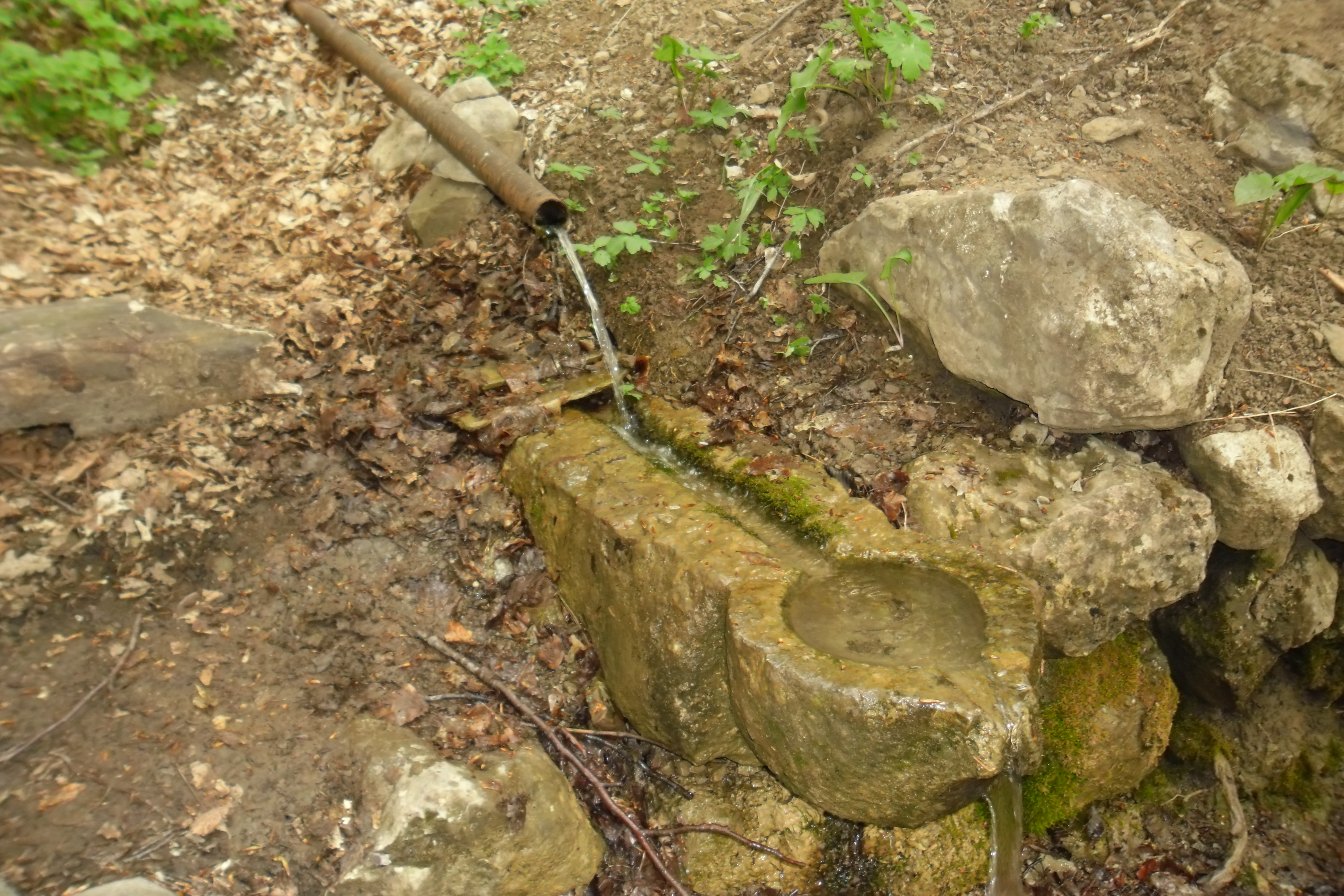
Джерело "Ложка" ("Талма"). на стежці Талма-Богаз. 2015 р.